# George Reilly
Pour les articles homonymes, voir Reilly (homonymie).
George Reilly est un footballeur écossais né le 14 septembre 1957 à Bellshill, qui évoluait au poste d'attaquant.

## Biographie
Natif du Lanarkshire, George Reilly passe son enfance dans le Northamptonshire en Angleterre, son père ayant trouvé un emploi aux aciéries de Corby. Il fait ses débuts de footballeur avec les amateurs de Corby Town FC, avant de rejoindre le club de quatrième division Northampton Town en 1976.
Reilly rejoint le club de deuxième division Cambridge United en 1979. Il y reste trois saisons, et obtient le brassard de capitaine, mais il finit par se disputer avec son entraîneur John Docherty (en) au sujet de sa paie, allant jusqu'à se mettre en grève pour faire valoir ses arguments.
Durant l'été 1983, Reilly est recruté par Graham Taylor, l'entraîneur de Watford, club qui vient de terminer deuxième du championnat pour sa première saison dans l'élite. Pendant la coupe d'Angleterre de football 1983-1984, il inscrit le seul but de la demi-finale qui oppose Watford à Plymouth Argyle. Il participe également à la finale, que Watford perd contre Everton sur le score de 2 buts à 0.
Reilly quitte Watford en 1985 pour Newcastle United. À son arrivée, il reçoit le surnom de « Mavis » en référence à Mavis Reilly (en), un personnage de la série télévisée Coronation Street. Il est transféré à West Bromwich Albion à la fin de l'année, mais ne parvient pas à se faire une place dans l'effectif des Baggies. En 1988, il retourne à Cambridge United pour une saison, puis termine sa carrière dans les clubs amateurs de Barnet et Alvechurch.
En 2003, Reilly est agressé sur un chantier de Corby où il travaille comme maçon. Un de ses collègues le frappe et lui arrache presque une oreille à coups de dents en lui murmurant à l'autre « Plymouth », en référence à son but dans la demi-finale de 1984.